# Banzi
Banzi (Bànze in dialetto lucano) è un comune italiano di 1 155 abitanti della provincia di Potenza in Basilicata.

## Geografia fisica
Sorge a 571 m s.l.m. nella parte nord-orientale della provincia al confine con la parte sud-occidentale della provincia di Barletta-Andria-Trani.
Confina con i comuni di: Genzano di Lucania (6 km), Palazzo San Gervasio (11 km) e Spinazzola (BT) (20 km).

## Storia e luoghi di interesse

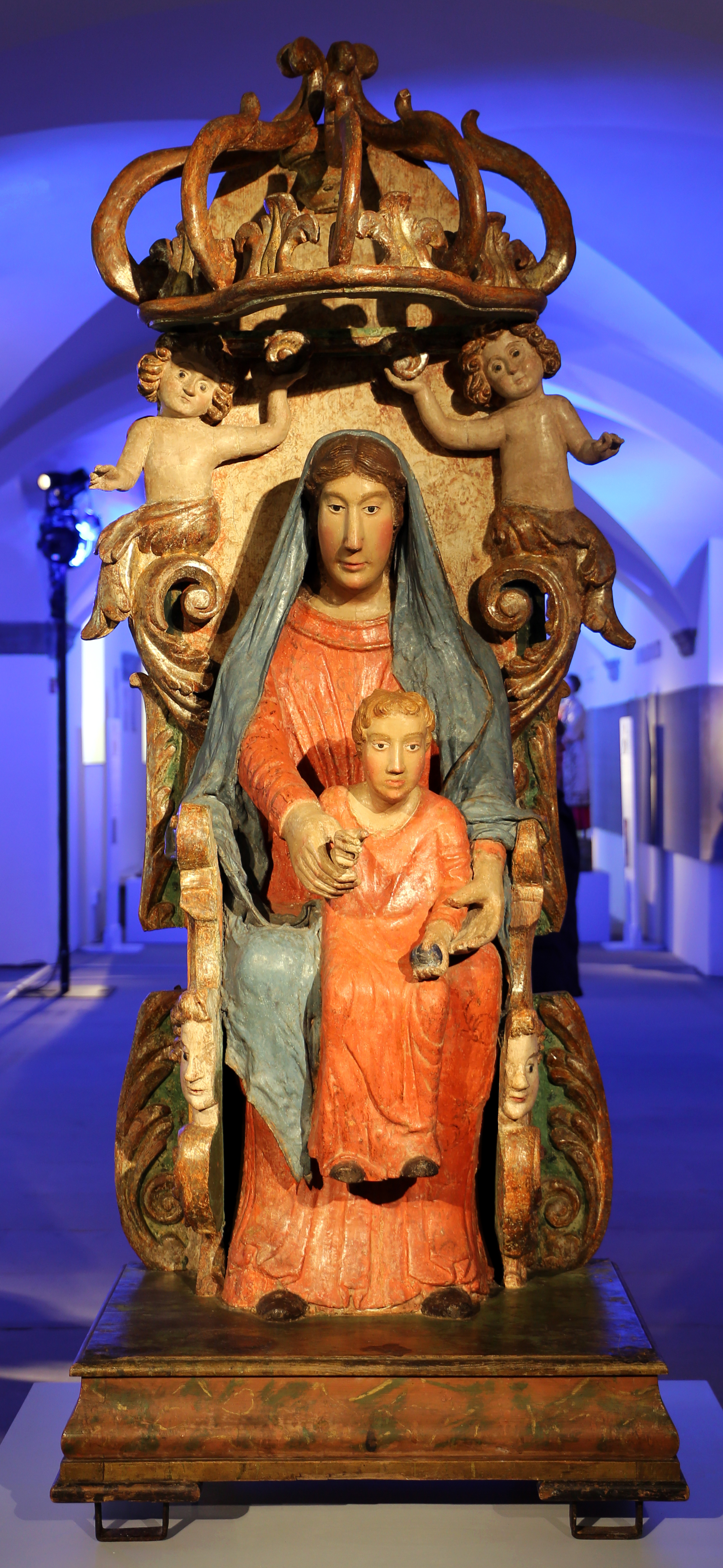
Intagliatore lucano di cultura catalana, Madonna col Bambino in trono, 1210 ca., su un trono del 1664 (Santa Maria a Banzi)

Della storia di Banzi, e non solo, è un'importante testimonianza la cosiddetta Tabula Bantina Osca, un testo epigrafico su lastra di bronzo che risulta essere il più lungo e il più complesso, tra quelli rinvenuti, scritti in lingua osca con caratteri latini. Oggi è conservata presso il Museo Nazionale di Napoli.
Ci sono poi dei resti ritrovati dall'archeologo Mario Torelli nel 1969, che provano che questo sito avesse una certa importanza anche in epoca romana. Il "templum auguraculum in terris", un templum unico del suo genere, ne è un esempio. Poi c'è anche una "domus romana" con annesse terme balneari, i cui tesori interni costituiti da monete, pregiata ceramica e addobbi ornamentali in ambra o in oro si possono osservare sparsi in vari musei italiani. Vi sono stati poi altri ritrovamenti sempre risalenti all'epoca romana o, in alcuni casi, anche alla osco-sannitica, consistenti in armi e armature, epigrafi onorarie, funebri e politiche; resti di ville e aggregati urbani con strade, fossati e mura, ecc. Banzi vantava anche una famosa sorgente, della quale però non siamo certi che non fosse stata solo frutto dell'immaginazione del poeta Orazio che le immortalò con il suo "Fons Bandusiae".
Il proto-cenobio lucano dei Benedettini di Santa Maria risale all'Alto Medioevo: nel 798 fu concesso all'Abbazia di Montecassino da Grimoaldo, Duca di Benevento, evento che fa supporre che innanzi tutto il Monastero fosse ovviamente più antico e soprattutto che avesse raggiunto alla fine dell'VIII secolo una certa importanza a livello geo-politico. La chiesa badiale fu consacrata da Papa Urbano II nel 1089 quando qui si incontrò con i figli del Guiscardo, la sua corte e 33 vescovi, per preparare i lavori del Concilio che doveva aver luogo pochi giorni dopo a Melfi. L'abbazia, voluta dai Longobardi e risalente alla fine del Settecento/inizi Ottocento, fu al servizio della Chiesa di Roma fino al 1806 quando arrivarono le leggi del Murat.

## Società

### Evoluzione demografica
Abitanti censiti